# The Trouble with the Truth (album)
The Trouble with the Truth is het achtste studioalbum van de Amerikaanse countryzangeres Patty Loveless, uitgebracht op 23 januari 1996.
"Tear-Stained Letter" is een cover van een nummer dat oorspronkelijk werd opgenomen door de Britse zanger Richard Thompson en in 1988 opnieuw door countryzanger Jo-El Sonnier, wiens versie een top 10-hit werd. "A Thousand Times a Day" werd eerder opgenomen door George Jones op zijn album High-Tech Redneck uit 1993.

## Ontvangst
Het album kreeg een overwegend positieve recensie in Billboard, waarin stond dat Loveless "erin slaagt om tegelijkertijd eigentijds en traditioneel te klinken", maar de cover van "Tear-Stained Letter" werd bekritiseerd omdat deze thematisch niet bij de rest van de nummers paste.

## Nummers
| Nr. | Titel                                   | Schrijver(s)                          | Duur |
| --- | --------------------------------------- | ------------------------------------- | ---- |
| 1.  | "Tear-Stained Letter"                   | Richard Thompson                      | 3:28 |
| 2.  | "The Trouble with the Truth"            | Gary Nicholson                        | 4:21 |
| 3.  | "I Miss Who I Was (With You)"           | Jim Lauderdale, John Leventhal]       | 3:19 |
| 4.  | "Everybody's Equal in the Eyes of Love" | Tony Arata]                           | 3:27 |
| 5.  | "Lonely Too Long"                       | Mike Lawler, Bill Rice, Sharon Vaughn | 4:38 |
| 6.  | "You Can Feel Bad"                      | Matraca Berg, Tim Krekel              | 3:24 |
| 7.  | "A Thousand Times a Day"                | Gary Burr, Nicholson                  | 3:31 |
| 8.  | "She Drew a Broken Heart"               | Jon McElroy, Ned McElroy              | 2:52 |
| 9.  | "To Feel That Way at All"               | Lauderdale, Jack Tempchin             | 3:47 |
| 10. | "Someday I Will Lead the Parade"        | Arata, D. Scott Miller                | 4:00 |